# السوريون في ألمانيا
السوريون في ألمانيا هم المهاجرين السوريين في ألمانيا أو الألمان من أصول سورية. يقدر عدد السوريين في ألمانيا بما يزيد عن 800،000 شخص بحلول مارس 2021، مما يجعلهم ثالث أكبر مجتمع من الرعايا الأجانب (بعد الأتراك). يتكون السكان بشكل رئيسي من لاجئي الحرب الأهلية السورية، التي بدأت في عقد 2010. بلغ العدد الإجمالي للأشخاص في ألمانيا ذوي الجذور السورية (بما في ذلك المواطنين غير السوريين) أكثر بقليل من مليون شخص.
من بين المناطق الألمانية، كان لدى بون و‌فيسبادن أعلى حصص من المهاجرين السوريين في عام 2011، وفقًا لبيانات التعداد الألماني. في عام 2018 ، منحت ألمانيا 72٪ من اللاجئين السوريين الحماية للحق في العمل دون أي عقبات أو قيود.

## أبرز الشخصيات

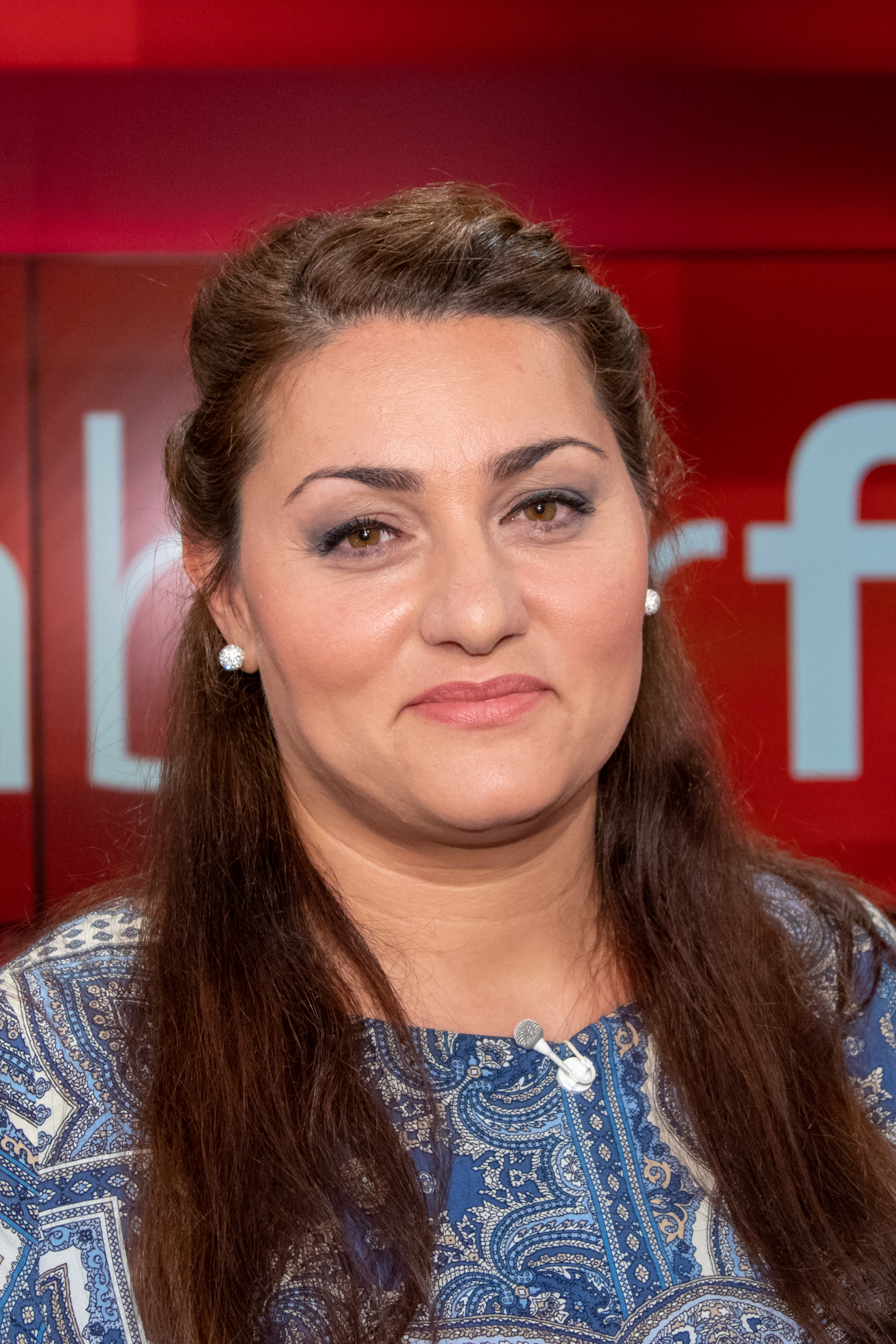
لمياء قدور، عضو البرلمان الأوروبي (بوندستاغ)

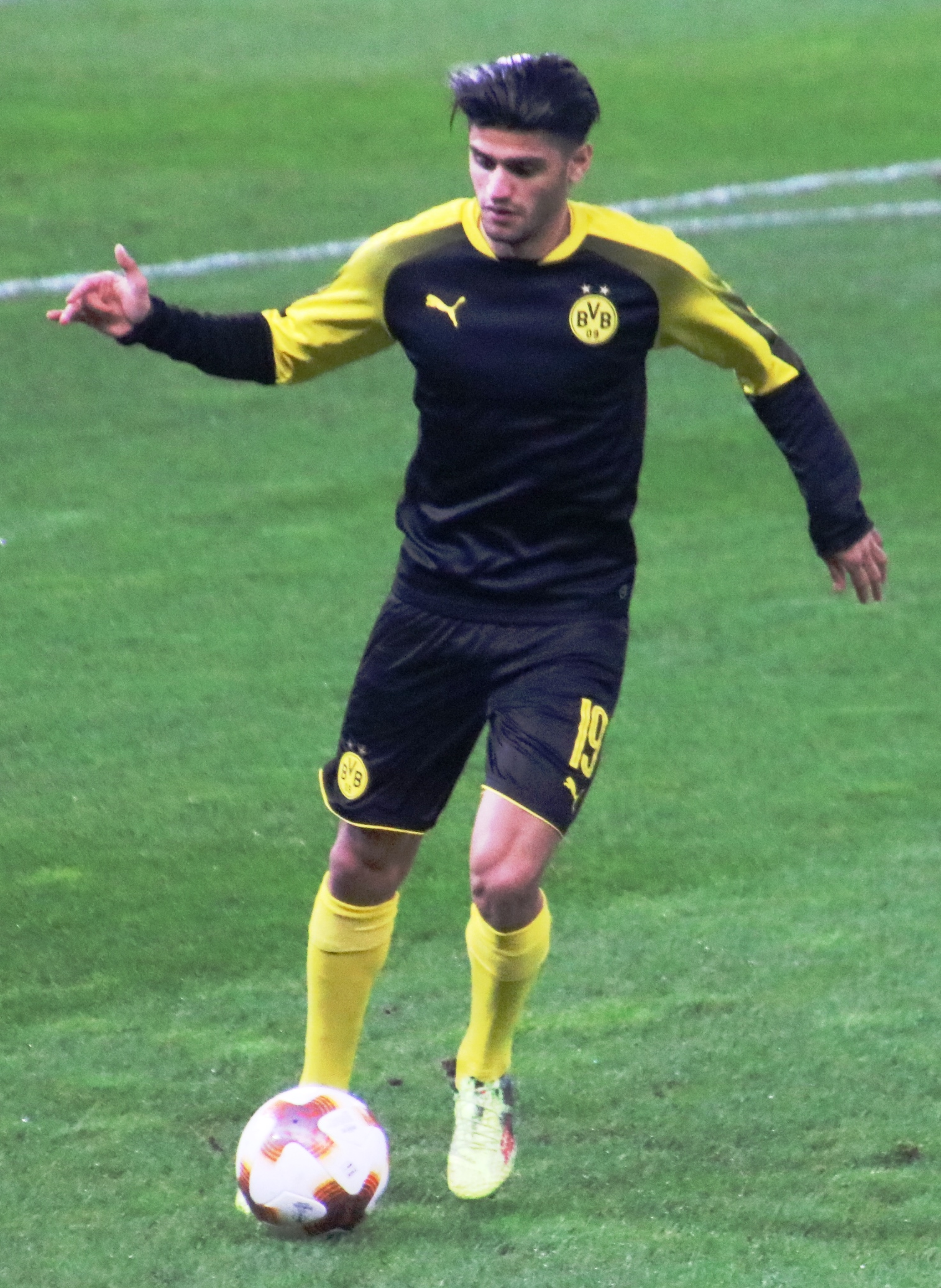
محمود داوود، لاعب كرة قدم

- Ijad Madisch، الرئيس التنفيذي ومؤسس ريسيرش غيت
- أياز عثمان، لاعب كرة قدم
- مايك جوزيف، عمدة لورد في فرانكفورت
- محمود داوود، لاعب كرة قدم
- رشا ناصر، سياسية
- Mamoun Darkazanli
- عزيز دياب، ممثل
- رافد المصري، سبّاح
- حنين إلياس، موسيقية تقنية
- لمياء قدور، باحثة في الدراسات الإسلامية وعضو في البرلمان الألماني
- عادل قرشولي، كاتب
- يسرى مارديني، سبّاحة
- سارة مارديني، سبّاحة
- رفيق شامي
- بسام طيبي، أستاذ العلوم السياسية–
- محمد حيدر زمار، عالم سياسي وأستاذ العلاقات الدولية
- د محمد يسر شحاده   : دكتوراه في الهندسة الزراعية وهو رئيس تجمع السورين في المانيا .